# 히나카촌
히나카촌(日永村)은 미에현 미에군에 있던 촌이다. 현재 욧카이치시 중심부의 남쪽, 욧카이치 아스나로 철도 우쓰베선의 연선에서 긴테쓰 나고야선・미야마도역 주변은 동서로 길게 뻗은 히나카 지구의 구역에 해당한다

## 역사
- 1889년 4월 1일 - 정촌제 시행에 의해 미에군 히나카촌이 성립하였다.
- 1941년 2월 11일 - 욧카이치시에 편입해, 동일 히나카촌은 폐지되었다.

## 교통
- 산구급행전철
  - 긴테쓰 나고야선
- 미에철도
  - 미에 철도선
  - 요로교통 (현 욧카이치 아스나로 철도 우쓰베선)

### 도로
- 국도 제1호선

## 참고문헌
- 가도카와 일본 지명 대사전 24 三重県